# 亚历山大·谢尔盖耶维奇·缅什科夫
亚历山大·谢尔盖耶维奇·缅什科夫（俄语：Александр Серге́евич Меншиков，1787年8月26日—1869年5月1日），芬兰-俄罗斯贵族、军事指挥官和政治家。克里米亚战争前半期俄军的指挥官。
他是英格里亚公爵亚历山大·达尼洛维奇·缅什科夫的曾孙，1809年从军，参与抵抗拿破仑的战争。1816年成为少将参谋长，1823年转到外交部门，1824年从陆军退役。尼古拉一世即位后，他被任命为海军司令部首脑和内阁部长，在围攻瓦尔纳战役中表现杰出。1831年担任芬兰总督。1833年晋升海军上将。
1853年出使伊斯坦布尔。由于坚持必须承认沙皇政府为奥斯曼帝国正教臣民的保护人，使俄土谈判决裂，并引起克里米亚战争（1854—1856）。他被任命为俄国驻克里米亚陆海军最高司令官。1854年9月20日在阿尔马河战役中被英法联军打败。同年11月在因克尔曼战役中遭惨败，未能解除塞瓦斯托波尔之围，1855年3月被解职，由米哈伊尔·德米特里耶维奇·戈尔恰科夫亲王接替司令官职务。1855年12月至1856年4月任喀琅施塔得最高军事长官，之后退休，1869年在圣彼得堡去世。
他曾被芬兰贵族院授予亲王头衔。
芬兰第1艘蒸汽船缅什科夫亲王号（Furst Menschikoff）以他命名。